# Lignosus tigris
Espèce
Lignosus tigris est une espèce de champignon du genre Lignosus, champignon poroïde de la famille des Polyporaceae des forêts tropicales de Pahang (Malaisie). Cette espèce rare est activement étudiée pour ses propriétés médicales supposées proches de Lignosus rhinocerus, à la différence duquel il n'est pas cultivé.

## Dénomination
Tan Chon-Seng, Ng Szu-Ting, Tan Ji décrivent 2 nouvelles espèces de Lignosus malais (L. tigris et L. cameronensis) dans Mycotaxon, 2013-08, vol.123 (1), p.193-204. Lignosus tigris (tigre) d'après le folklore local selon lequel l'espèce serait née du lait de tigresse.

## Description
Chapeau jusqu'à 11,3 cm de diamètre et 0,5 cm d'épaisseur au centre, coriace, insipide. Anneaux concentriques brun cannelle à ocre, bord fin, légèrement plissé. Pores crèmes à brun pâle de 1 à 2 par mm. Stipe simple, brun caramel, jusqu'à 14 cm de long, 1 à 1,8 cm d'épaisseur, s'amincissant vers le chapeau, blanc. Sclérote jusqu'à 7 cm de long et 6,5 cm de large, blanc pur à crème. Système hyphal trimitique.

### Composition
Le sclérote est riche en glucides, protéines et fibres alimentaires, il contient tous les acides aminés essentiels, des composés phénoliques, des terpénoïdes. Il est antioxydant. L. tigris est une source potentielle de métabolites secondaires et de composés bioactifs.

### Phylogénie
Le génome entier de L. tigris a été séquencé et annoté (2023). L'analyse phylogénétique confirme la proximité de L. tigris avec L. rhinocerus. 

### Toxicité
Chez le rat la poudre de sclérote de L. tigris n'est pas toxique à la dose de 2 000 mg kg −1. Les protéines de L. tigris présentant une cytotoxicité apoptotique sélective envers la lignée cellulaire d'adénocarcinome du sein humain, de la prostate et du poumon. 

### Santé
Il est supposé avoir le même potentiel que L. rhinocerus.

### voir aussi
- Lignosus (genre), Lignosus cameronensis, Lignosus dimiticus,